# Immobilisation incorporelle
Pour les articles homonymes, voir Immobilisation.
Une immobilisation incorporelle est un actif non monétaire, identifiable et d'utilisation durable, sans substance physique, qui permet à l'entreprise d'avoir une certaine pérennité.

## Enjeux des immobilisations incorporelles
Les immobilisations incorporelles correspondent en grande partie au capital immatériel des entreprises. Plus précisément, les immobilisations incorporelles sont uniquement constituées d'éléments identifiables. On estime que le capital immatériel représente environ 60 à 70 % de la valeur des entreprises. Par conséquent il est impératif de pouvoir l'évaluer afin de le comptabiliser.

## Comptabilisation des immobilisations incorporelles
Par définition, l'actif :
- est identifiable ;
- a une valeur économique positive pour l'entreprise, un avantage économique futur attendu ;
- est contrôlé par l'entreprise ;
- est évalué de façon fiable.

Une immobilisation incorporelle doit satisfaire au critère d'identification :
- elle est séparable, c'est-à-dire qu'elle peut être séparée des activités de l'entité ou résulte d'un droit légal ou contractuel ;
- le critère de cessibilité n'est plus requis ;
- il n'y a plus de discordance entre la règle comptable et fiscale, notamment depuis que les marques internes ou les coûts de Recherche et Développement ne peuvent être activés (plan comptable) et bénéficient d'une déductibilité immédiate des coûts de cette nature (frais de  recherche antériorité, et de dépôt auprès de l'INPI).

### Comptabilisation selon les normes IAS/IFRS
Dans les normes internationales d'information financière (IAS/IFRS), les immobilisations incorporelles sont visées dans la norme IAS 38, sauf :
- les immobilisations incorporelles couvertes par une autre norme (actifs financiers, goodwill résultant d'un regroupement d'entreprises, actifs incorporels détenus en vue de leur vente dans le cadre d'une activité normale...) ;
- les droits miniers et dépenses au titre de la prospection, du développement et de l'extraction de minerais, de pétrole, de gaz naturel et d'autres ressources non renouvelables similaires, qui peuvent nécessiter des traitements spécifiques.

### Comptabilisation selon le SYSCOHADA

#### Évaluation des immobilisations incorporelles
Les dépenses suivantes ne sont pas considérées comme pouvant être immobilisées, mais comme des charges :
- les dépenses de formation ;
- les dépenses de publicité et de promotion ;
- les dépenses liées au démarrage d'une activité ;
- les dépenses de délocalisation ou de réorganisation ;
- les dépenses de recherche ;
- les dépenses sur immobilisations incorporelles existantes sauf augmentation de performance.

Types d'immobilisations incorporelles possibles
- Les immobilisations acquises à la suite d'un regroupement d'entreprises ou non :
  - marques ;
  - fichier clients ;
  - base de données... ;
  - goodwill (écart d'acquisition non amortissable selon la norme IFRS 3).
- Les immobilisations incorporelles générés en interne :
  - les dépenses de développement sont acceptées si :
    - elles constituent une ressource contrôlée par l'entreprise,
    - elles sont susceptibles de générer des avantages économiques dans le futur,
    - leur coût de production peut être identifié.

Les marques, fichiers clients ou bases de données générés en interne ne sont pas considérés comme des actifs incorporels et ne peuvent pas être inscrits à l'actif.
- Ces immobilisations ne sont pas systématiquement amortissables.
- Ces immobilisations peuvent être réévaluées sur option (rare) à la valeur de marché : « fair value »

### Comptabilisation selon le  plan comptable français
Les immobilisations incorporelles acquises sont évaluées comme les immobilisations corporelles et ne sont pas amorties, mais provisionnées lors d'une dépréciation à une valeur la plus élevée entre valeur vénale et valeur d'utilité.
Le Goodwill s'amortit sur une durée libre contrairement aux normes internationales.
En France, les groupes non cotés peuvent, au choix, opter pour les normes IFRS ou conserver les règles françaises applicables aux comptes consolidés (CRC99-02), celles-ci étant déjà engagées dans un processus de convergence forte vers le référentiel international. Par contre les comptes individuels (qui ne sont pas des groupes) s'établissent selon le PCG.
En France l'avis du CNC du 24 juin 2004 s'aligne en grande partie sur l'IAS 38.
En termes de classement, le PCG prévoit les immobilisations incorporelles dans la classe 20.

## Impacts économiques
Les impacts économiques de la gestion des immobilisations incorporelles sont considérables. Il est en effet nécessaire de les introduire par le système d'information :
- dans les entreprises (normes IAS) : refondre les systèmes d'information qui se trouvent en amont de la comptabilité,

Voir Impacts informatiques
- dans les comptabilités nationales de l'Union européenne (harmonisation des comptabilités européennes) : introduire les actifs immatériels qui doivent être comptabilisés comme immobilisations incorporelles. Depuis les années 1980, les pays développés ont connu une transformation profonde de leurs processus de production, avec une importance accrue des investissements incorporels. Ceux ci, tels ceux en logiciels et en R&D, sont intégrés par la comptabilité nationale ; d’autres, telle la publicité, traités comme consommations intermédiaires ou comme la formation continue, ne sont pas isolés dans les comptes nationaux. Ces investissements incorporels élargis représentent 10,5 % du PIB en France en 2013. Selon l'OCDE, le ratio (FBCF en droits de propriété intellectuelle, qui comprennent pour l’essentiel la R&D et les logiciels, sur FBCF totale) est un peu inférieur en France (22 %) à celui des Pays-Bas (22,5 %) au Royaume Uni (23 %) et aux États-Unis (26,6 %) mais supérieur à celui de l'Allemagne (17,4 %) et d'autres pays de l'est et du sud de l'Europe. Mais si on s'intéresse aux seuls secteurs productifs, donc hors ménages dont l'investissement en logement, un peu particulier, varie sensiblement selon les pays, ce ratio, en prenant en compte la FBCF d'architecture-ingénierie, atteint 35,7 % en France contre un peu moins de 35 % aux Pays-Bas et 33 % au Royaume Uni et en Allemagne. Ce pourcentage est de nouveau plus élevé aux États-Unis : 36,5% (Source : EUROSTAT, Bureau of Economic Analysis).
- dans le système de gestion comptable et budgétaire de l'État (LOLF) : introduire les immobilisations incorporelles.

Les impacts sont sur les cahiers des charges des projets informatiques demandent une information aux décideurs des administrations centrales et territoriales, et des entreprises.
Il doit y avoir cohérence entre les comptabilités des entreprises et la comptabilité nationale. La relation avec le budget de l'État est moins évidente, si ce n'est à travers les dépenses diverses versées aux organismes comme investissements.
Au niveau de l'État, depuis le lancement de la LOLF, il est prévu que la Cour des comptes remette chaque année un rapport sur sa mise en œuvre. Le rapport de la Cour des comptes de juin 2006 met en évidence l'importance des immobilisations incorporelles dans les comptes de l'État. Le rapport Lévy-Jouyet sur l'économie de l'immatériel, remis au ministre des finances Thierry Breton le 4 décembre 2006, préconise d'engager une démarche de prise de conscience de la valeur des actifs immatériels publics, et pour cela de :
- consacrer l'importance des actifs immatériels publics ;
- faire sauter les verrous qui empêchent les acteurs publics de trouver un intérêt dans la gestion de leurs actifs immatériels.

À la suite de ce rapport, en avril 2007, le gouvernement a créé l'APIE, Agence du patrimoine immatériel de l’État, pour la gestion et la valorisation de tous ses actifs immatériels.